# شركة مونسانتو ضد شركة روم وهاس
شركة مونسانتو ضد. شركة روم وهاس (بالإنجليزية: Monsanto Co Vs Rohm and Hass Co)‏ هو قرار صدر عام 1972 عن محكمة استئناف الولايات المتحدة للدائرة الثالثة يفسر السلوك الذي يرقى إلى الشراء الاحتيالي لبراءة اختراع. هذه القضية هي واحدة من أوائل القرارات التي أعقبت قرار المحكمة العليا الأمريكية عام 1964 في قضية والكر ضد بروسيس. احتفظت شركة ماكينات الغذاء (بالإنجليزية: Food Machinery)‏ بقضيّتها ضدّ مكتب براءات الاختراع بالولايات المتحدة باعتباره انتهاكًا محتملًا لقانون شيرمان لمكافحة الاحتكار، وكان أحد أوائل (إن لم يكن المكتَب الأول) الذي يفشلُ في الكشف عن معلومات جوهرية لمكتب براءات الاختراع احتياليًا.

## خلفية
اشترت شركة مونسانتو براءة الاختراع الأمريكية رقم 3,382,280، الصادرة في 7 مايو 1968، بعنوان «3، 4-dichloropropionanilide» (المعروف باسم 3,4-DCPA أو بروبانيل اختصارًا)، وهو مبيد أعشاب يقتل بشكل انتقائي الأعشاب الضارة دون قتل نباتات المحاصيل مثل الأرز. في نوفمبر 1969، رفعت شركة مونسانتو دعوى قضائية على روم وهاس لانتهاك براءات الاختراع. كانت القضية الجوهرية الوحيدة هي صحة براءة الاختراع، والتي تحولت في النهاية إلى ما إذا كانت شركة مونسانتو قد ارتكبت الغش في مكتب براءات الاختراع في شراء براءة الاختراع.
كان الطلب الذي نتج عنه "280 براءة اختراع" هو الثالث من بين ثلاثة طلبات متتالية، ولم ينجح الطلبان الأولان. في الطلب الأول، الذي قُدم في عام 1957، سعت شركة مونسانتو للحصول على براءة اختراع على حوالي 100 "مركب، بما في ذلك «3,4-DCPA»، وهي مادة كيميائية لها بعض الخصائص المماثلة وهيكل فيزيائي مماثل. زعمت شركة مونسانتو أن جميع أعضاء الفصل يمتلكون «نشاط مبيد للأعشاب غير عادي وقيِّم»، في حين أن المركبات ذات الصلة تمتلك "فعالية قليلة أو معدومة في مبيدات الأعشاب".
رفض مكتب براءات الاختراع، غير مقنع بحجج شركة مونسانتو، الطلب باعتباره غير قابل للحماية ببراءة بشأن حالة التقنية الصناعية السابقة. في عام 1961، قدمت شركة مونسانتو طلبًا جديدًا تطالب بفئة كبيرة أخرى من المركبات، بما في ذلك مرة أخرى «3,4-DCPA» وأكدت مرة أخرى أن الفصل يمتلك «نشاط مبيد أعشاب غير عادي وقيِّم». مرة أخرى، رفض مكتب براءات الاختراع الطلب باعتباره غير قابل للحماية ببراءة بشأن حالة التقنية الصناعية السابقة. في عام 1967، تقدمت شركة مونسانتو بطلب مرة أخرى، هذه المرة مدعية فقط «3,4-DCPA» وتمثل أنّ الأخيرة لها «نشاط مبيد للأعشاب غير عادي وقيِّم» وأن نشاطها كان «مفاجئًا» لأن «المركبات ذات الصلة بها القليل من مبيدات الأعشاب أو لا تمتلك أي مبيد للأعشاب. نجاعة.» تكرارا. رفض مكتب براءات الاختراع (في البداية) الطلب على أساس أن المنتج كان واضحًا على حالة التقنية الصناعية السابقة. لكن هذه المرة تغلبت مونسانتو على الرفض.
كانت إحدى القضايا الرئيسية في مكتب براءات الاختراع هي ما إذا كان ينبغي رفض طلب البراءة لأن 3,4-DCPA كان واضحًا من المنتجات المعروفة سابقًا، وأهمها «3,4-DCAA»، وهي مادة كيميائية تحتوي على بعض الخصائص المتشابهة وبنية فيزيائية مماثلة. كلاهما مفيد في صنع الأصباغ وكلاهما له خصائص مبيدات الأعشاب. كان الاختلاف الهيكلي بين المركبين "المرتبطين ارتباطًا وثيقًا" هو أن «3,4-DCAA» يختلف في صيغته الهيكلية فقط من خلال وجود مجموعة CH 2 واحدة" من 3,4-DCPA. بسبب التشابه في الهيكل بين «3,4-DCPA» والمواد الكيميائية الأخرى، بما في ذلك «3,4-DCAA»، رفض مكتب براءات الاختراع طلب براءة الاختراع لأسباب بديهية. ثم حاولت مونسانتو إقناع المكتب بسحب الرفض من خلال تقديم مستندات لإثبات أن «DCPA» لم يكن واضحًا، لأنه كان له نشاط مبيد عشبي انتقائي متفوق وغير متوقع.

قدمت مونسانتو إفادة خطية. وجدت المحكمة أن هذه الوثيقة "لا تحتوي على تحريف إيجابي وهي دقيقة بقدر ما هي" لكنها "مضللة، وكان القصد منها أن تكون مضللة، من حيث أنها تخفق في ذكر الحقائق التي يعرفها مقدم الطلب والتي تتعارض مع موقف أن البروبانيل هو مبيد أعشاب متفوق ". وعلقت محكمة الاستئناف قائلة:
تم إصدار براءة الاختراع، ومع ذلك. . . بعد أن قدمت شركة مونسانتو إفادة خطية من الدكتور روبرت ف. هيستد، بناءً على الاختبارات التي أجراها على عشرين نوعًا من النباتات بثلاثة معدلات مختلفة للتطبيق لكل فدان. أكد التقرير كما تم تقديمه إلى مكتب براءات الاختراع أن «3,4-DCPA» قتلت تمامًا أو أصابت تسعة من الأنواع الأحد عشر تمامًا ولم يكن لها أي تأثير على نوعين فقط. تم الإبلاغ عن ثمانية مركبات أخرى ليس لها تأثير على أي من النباتات الأحد عشر ومركبين آخرين، أحدهما «3,4-DCAA»، إما كان له تأثير طفيف جدًا أو لا تأثير له. بشكل ملحوظ، على الرغم من أن الاختبارات تضمنت اختبارات على عشرين نوعًا، بثلاثة معدلات منفصلة للتطبيق لكل فدان، فقد تم إبلاغ مكتب براءات الاختراع باختبارات على أحد عشر نوعًا فقط وبمعدل تطبيق واحد فقط، رطلان لكل فدان. إجمالاً، أظهرت الشهادة أقل من 25 في المائة من نتائج الاختبارات من 899 اختبارًا، تم تقديم 110 فقط. وخلصت محكمة المقاطعة إلى أن هذا الاقتباس المقرب لنتائج الاختبارات يرقى إلى وصف مضلل.
بموجب القانون المعمول به، كما هو مفهوم من قبل المحكمة، إذا كان المركب المطلوب الحصول على براءة اختراعه مشابهًا جدًا في هيكله لمركب معروف، مثل «3,4-DCPA»، فإن الافتراض القابل للدحض ينشأ عن المركب واضح من السابق. "لدحض هذا الافتراض، يجب إثبات" أن المركب المزعوم يمتلك خصائص مفيدة غير واضحة أو غير متوقعة لا يمتلكها فعليًا متماثل الفن السابق. " 

وهكذا يبدو أن الإفادة المشفرة تدحض رفض الوضوح من خلال إظهار أن «3,4-DCPA» تمتلك خاصية مبيد أعشاب مفيدة غير متوقعة تفتقر إليها «3,4-DCAA» وغيرها من المنتجات. قالت المحكمة الابتدائية إن الإفادة المشفوعة باليمين تضلل مكتب براءات الاختراع، لأن كلا من «3,4-DCPA» ونظيرتها "تمتلكان في الواقع الممتلكات المكتشفة حديثًا للمجمع المطالب به". قالت المحكمة الابتدائية إن شركة مونسانتو قدمت إفادة خطية مشفوعة بيمين مزورة تقول: "إنها باختصار تتألف من أنصاف الحقائق". أشارت المحكمة إلى مثل هذه الإغفالات التي جعلت الإفادة خطية واحدة من أنصاف الحقائق:
على سبيل المثال، أظهرت نتيجة اختبار واحدة تم حذفها أن «3,4-DCAA» لديها قتل كامل على عشب الخنزير عند 2 رطل. لكل فدان من التطبيق، تمامًا كما فعلت «3,4-DCPA.. .&nbsp»;. حاولت شركة مونسانتو، بموجب إفادة خطية من الاختبارات، أن تُظهر أن المركبات وثيقة الصلة لا تمتلك خصائص مبيدات أعشاب فريدة. وبالتالي فإن الحقائق التي لم يتم ذكرها كانت مادية ".
قضت محكمة المقاطعة بأن براءة الاختراع باطلة واستأنفت شركة مونسانتو أعلى الدائرة الثالثة.

## قرار الدائرة الثالثة
أكدت الدائرة الثالثة حكم المحكمة الجزئية بالتزوير (2-1) برأي قاضي الدائرة أدليسيرت.

### رأي الأغلبية
نظرت المحكمة في الإفادة المشفوعة بيمين في ضوء مكانتها في طلبات براءات الاختراع الثلاثة المتعاقبة لشركة مونسانتو:
في ضوء محاولات هوفمان الفاشلة سابقًا للحصول على براءة اختراع، فمن المنطقي أن نستنتج أن نجاحه في طلبه لعام 1968، الذي رفضه الفاحص في الأصل، وقبله لاحقًا بعد تقديم التقرير، يُعزى إلى تأكيده على امتلاك المركب. خصائص «المدهش. . . كفاءة مبيدات الأعشاب» لا تمتلكها المركبات ذات الصلة.
وبالتالي، فإن ما إذا كان«3,4-DCPA» حقًا متفوقًا بشكل مدهش على المركبات ذات الصلة كمبيد للأعشاب، كان أمرًا بالغ الأهمية لمقاضاة البراءات وما إذا كانت شركة مونسانتو قد ارتكبت الغش في مكتب براءات الاختراع. رفضت المحكمة حجة شركة مونسانتو بأن الإفادة الخطية كانت تقدم أفضل ما لديها:
لم تعكس الإفادة الخطية المتكدسة إلى مكتب براءات الاختراع تقريبًا إجمالي الاختبار كما تم إرساله إلى هوفمان. في الواقع، يسمح فحص التقرير، إن لم يكن يفرض، بالاستدلال المضلل بأنه يشكل تحليلاً كاملاً ودقيقاً لجميع الاختبارات بدلاً من نسخة منقحة منه. قد يكون الإخفاء وعدم الإفشاء دليلاً على التمثيل الخاطئ ومكافئًا له، لأن الإخفاء أو القمع هو، في الواقع، تمثيل بأن ما يتم الكشف عنه هو الحقيقة الكاملة.
وقالت المحكمة، بالنظر إلى هذا النمط من السلوك، «لا يمكننا أن نقول إن طلب براءة الاختراع لعام 1968 أظهر معيار السلوك المطلوب في ظل الظروف». وبدلاً من ذلك، «اضطرت شركة مونسانتو للإفصاح عن المزيد من المعلومات المتعلقة بخصائص مبيدات الأعشاب للمركبات ذات الصلة لمكتب براءات الاختراع أكثر مما فعلت». والسبب هو أن «ما هو محل الخلاف ليس مجرد نزاع بين الطرفين ولكنه مصلحة عامة» لا ينبغي أن تصدرها براءات الاختراع المزيفة. نتيجة للكشف المبتور لشركة مونسانتو عن الحقائق المتعلقة بالفعالية النسبية لـ «3,4-DCPA» كمبيد للأعشاب، «كان من المستحيل على مكتب براءات الاختراع أن يقيم طلب مونسانتو بشكل عادل مقابل المعايير القانونية السائدة».

وخلصت المحكمة إلى:
وبالتالي، فإن فشل شركة مونسانتو في الإفصاح يرقى إلى تحريف يمثل انتهاكًا لمعايير السلوك المنصفة التي يدين بها مقدم الطلب للجمهور مقابل احتكارها. وبناءً عليه، لم يكن لشركة مونسانتو الحق في احتكار براءة الاختراع، ولم تخطئ محكمة المقاطعة في [إبطال البراءة].

### معارضة
عارضَ القاضي كالودنر. أولاً، كما قال، حسمت الأغلبية القضية على أساس رجحان الأدلة ولكن كان يجب أن تستخدم معيار «الدليل الواضح والمقنع». ثانيًا، قالت محكمة المقاطعة خطأً أنه لم يكن من الضروري إثبات نية محددة لخداع مكتب براءات الاختراع «عندما يكون هناك دليل على حجب متعمد لمعلومات جوهرية»، وأنه يجب رفض براءة الاختراع «حتى إذا كان قرار عدم الكشف عن لم يكن مدفوعًا إلا بسوء الحكم على الأهمية المادية للمعلومات». ثالثًا، لم يتم إثبات أن مكتب براءات الاختراع «لم يكن ليصدر براءة الاختراع لولا السلوك الاحتيالي المزعوم». لم يكن هناك دليل على أن مكتب براءات الاختراع قد تم تضليله.

## تعليق
في مقال نُشر في مجلة مراجَعة قانون جورج واشنطن (بالإنجليزية: George Washington Law Review)‏، انتقد إيرفينغ كايتون «جهل الدائرة الثالثة بالطريقة والممارسة المقبولة، التي يحددها القانون والقاعدة، والتي تتم بموجبها مقاضاة براءات الاختراع.»  قال كايتون إن فاحص البراءات مسؤولية مراجعة سجلات المراحل السابقة لملاحقة البراءات، وهناك افتراض قانوني بأن الفاحص قد فعل ذلك؛ كان من شأن هذا الفحص أن يكشف عن المعلومات التي حجبتها شركة مونسانتو في الإفادة الخطية المشفوعة بيمين. وبناءً على ذلك، قال كايتون، «إن محامي براءات الاختراع في شركة مونسانتو كان له ما يبرره تمامًا في إسناد المعرفة الفعلية، ولكن على الأقل، البناءة إلى الفاحص لمحتويات إفصاحات طلبي عامي 1961 و1957». اختلف المؤلف المشارك ريتشارد هـ. ستيرن مع زميله حول هذه المسألة. أكد ستيرن أن «الاعتماد المقترح على المعرفة البناءة، والانغماس في التخيلات والافتراضات القانونية التي تلي ذلك، لهما نكهة أكثر بكثير من التصميم على عدم تعلم الحقائق الضارة أكثر مما لديه من الصراحة المطلوبة في مثل هذه الحالات.» 
علاوة على ذلك، قال كايتون، حقيقة أن الدائرة الثالثة والقاضي في قضية مماثلة في تكساس اختلفا حول ما إذا كانت شركة مونسانتو «تقدم أفضل ما لديها» أو أنها تحايل عمدًا على مكتب براءات الاختراع تشير إلى أن الرجال العقلاء يمكن أن يختلفوا: «لذا، أليست هذه نتيجة حتمية. . . أن [سلوك] محامي براءات الاختراع في مونسانتو كان في أسوأ الأحوال خطأ غير جائز في الحكم؟»  مرة أخرى، عارض المؤلف المشارك ستيرن: «لا، يبدو أن الدائرة الثالثة، على العكس من ذلك، اعتقدت أن آراء القاضي سينجلتون كانت خاطئة بشكل واضح، وأن قبوله لنظرية صاحب براءة الاختراع القائلة» لا بأس في أن تقدم أفضل ما لديك إعادة التوجيه إلى مكتب براءات الاختراع «كان مخالفًا للمعيار القانوني فيما يتعلق بالصراحة المطلوبة في الإجراءات من جانب واحد من هذا النوع. وبالنظر إلى هذا المفهوم الخاطئ تمامًا لمعيار الصراحة، فليس من المستغرب أنه في ظل ظروف هذه القضية، وجد القاضي الذي يستخدم هذا المعيار القانوني أنه لم يجد أي احتيال ولا مفاجئًا أن القضاة الذين رفضوا هذا المعيار وجدوا احتيالًا».
مناقشة أخرى لهذه القضية تبطل قرار محكمة المقاطعة بزعم إبطال براءة الاختراع بتهمة الاحتيال، ومن خلال ضمني تأكيد الدائرة الثالثة اللاحقة. الأساس المعلن للنقد هو أن الشراء الاحتيالي لا يبطل براءة الاختراع، ولكنه يجعلها غير قابلة للتنفيذ بشكل دائم.

## روابط خارجية
- Text of Monsanto Co. v. Rohm and Haas Co., 456 F.2d 592 (3d Cir. 1972) is available from: CourtListener  Google Scholar  Justia